# Lliga de Campions de la UEFA 2016–17
La Lliga de Campions de la UEFA 2016–17 serà la 62a edició del màxim torneig de futbol europeu per a clubs organitzat per la UEFA, així com la 25a edició des que va canviar el nom de Copa d'Europa pel de Lliga de Campions. El defensor del títol era el Reial Madrid CF.
La final de la competició es disputà al Millennium Stadium de Cardiff, Gal·les.
El guanyador del torneig es classificà com a representant de la UEFA pel Campionat del Món de Clubs de futbol 2017 que es jugà als Emirats Àrabs Units, i disputà també contra l'equip guanyador de la Lliga Europa de la UEFA 2016-2017 la Supercopa d'Europa de futbol 2017.

## Equips
| Fase de Grups                  | Fase de Grups            | Fase de Grups                  | Fase de Grups      |
| ------------------------------ | ------------------------ | ------------------------------ | ------------------ |
| Reial Madrid                   | Bayern de Múnic          | Sporting CP                    | Club Bruges        |
| FC Barcelona                   | Borussia Dortmund        | Paris Saint-Germain            | FC Basilea         |
| Atlètic de Madrid              | Bayer Leverkusen         | Lió                            | Beşiktaş           |
| Leicester City                 | Juventus FC              | CSKA Moscou                    | Sevilla            |
| Arsenal FC                     | Napoli                   | Dinamo de Kíev                 |                    |
| Tottenham Hotspur FC           | Benfica                  | PSV Eindhoven                  |                    |
| Eliminatòries                  |                          |                                |                    |
| Vila-real CF                   | Borussia Mönchengladbach | Porto                          |                    |
|                                | Manchester City          | Roma                           |                    |
| Tercera Ronda de Classificació |                          |                                |                    |
| Olympiakos FC                  | Monaco                   | Royal Sporting Club Anderlecht | Sparta Praga       |
| Viktoria Plzeň                 | FC Rostov                | BSC Young Boys                 | Steaua de Bucarest |
| Astra Giurgiu                  | Xakhtar Donetsk          | Fenerbahçe SK                  |                    |
|                                | Ajax d'Amsterdam         | PAOK                           |                    |
| Segonda Ronda de Classificació |                          |                                |                    |
| Red Bull Salzburg              | IFK Norrköping           | Astana                         | Mladost Podgorica  |
| Dinamo de Zagreb               | Ludogorets Razgrad       | Sheriff Tiraspol               | Partizani Tirana   |
| APOEL                          | Rosenborg BK             | Dinamo Tbilisi                 | F91 Dudelange      |
| Legia Varsòvia                 | Estel Roig de Belgrad    | SJK                            | Crusaders          |
| Hapoel Be'er Sheva             | Olimpija Ljubljana       | FH                             | Žalgiris Vilnius   |
| FK BATE                        | Qarabağ                  | Zrinjski Mostar                | Liepājas           |
| Copenhague                     | Trenčín                  | Vardar                         |                    |
| Celtic                         | Ferencvárosi             | Dundalk                        |                    |
| Primera Ronda de Classificació |                          |                                |                    |
| Valletta                       | B36 Tórshavn             | Alashkert                      | Tre Penne          |
| Flora Tallinn                  | The New Saints           | FC Santa Coloma                | Lincoln Red Imps   |

## Rondes de Classificació

### Primera Ronda de Classificació
| Equip local anada | Resultat | Equip local tornada | Anada | Tornada |
| ----------------- | -------- | ------------------- | ----- | ------- |
| Flora Tallinn     | 2:3      | Lincoln Red Imps    | 2 – 1 | 0 – 2   |
| The New Saints    | 5:1      | Tre Penne           | 2 – 1 | 3 – 0   |
| Valletta FC       | (c) 2:2  | B36 Tórshavn        | 1 – 0 | 1 – 2   |
| FC Santa Coloma   | 0:3      | FC Alashkert        | 0 – 0 | 0 – 3   |

### Segonda Ronda de Classificació
| Equip local anada   | Resultat    | Equip local tornada   | Anada | Tornada |
| ------------------- | ----------- | --------------------- | ----- | ------- |
| Qarabağ             | 3:1         | F91 Dudelange         | 2 – 0 | 1 – 1   |
| Hapoel Be'er Sheva  | 3:2         | Sheriff Tiraspol      | 3 – 2 | 0 – 0   |
| Olimpija Ljubljana  | 6:6 (c)     | Trenčín               | 3 – 4 | 3 – 2   |
| Red Bull Salzburg   | 3:0         | Liepājas              | 1 – 0 | 2 – 0   |
| Vardar              | 3:5         | Dinamo de Zagreb      | 1 – 2 | 2 – 3   |
| The New Saints      | 0:3         | APOEL                 | 0 – 0 | 0 – 3   |
| Zrinjski Mostar     | 1:3         | Legia Varsòviaa       | 1 – 1 | 0 – 2   |
| Ludogorets Razgrad  | 5:0         | Mladost Podgorica     | 2 – 0 | 3 – 0   |
| Dinamo Tbilisi      | 3:1         | Alashkert             | 2 – 0 | 1 – 1   |
| Žalgiris Vilnius    | 1:2         | Astana                | 0 – 0 | 1 – 2   |
| FK Partizani Tirana | (3:1 p) 2:2 | Ferencvárosi          | 1 – 1 | 1 – 1   |
| BATE Borisov        | 4:2         | SJK                   | 2 – 0 | 2 – 2   |
| Valletta            | 2:4         | Estel Roig de Belgrad | 1 – 2 | 1 – 2   |
| Rosenborg BK        | 5:4         | IFK Norrköping        | 3 – 1 | 2 – 3   |
| Dundalk             | (c) 3:3     | FH                    | 1 – 1 | 2 – 2   |
| Lincoln Red Imps    | 1:3         | Celtic                | 1 – 0 | 0 – 3   |
| Crusaders           | 0:9         | Copenhague            | 0 – 3 | 0 – 6   |

### Tercera Ronda de Classificació
| Equip local anada  | Resultat    | Equip local tornada   | Anada | Tornada |
| ------------------ | ----------- | --------------------- | ----- | ------- |
| Rosenborg BK       | 2:4         | APOEL                 | 2 – 1 | 0 – 3   |
| Dinamo de Zagreb   | 3:0         | Dinamo Tbilisi        | 2 – 0 | 1 – 0   |
| Olympiakos FC      | 0:1         | Hapoel Be'er Sheva    | 0 – 0 | 0 – 1   |
| FK Astana          | 2:3         | Celtic                | 1 – 1 | 1 – 2   |
| Trenčín            | 0:1         | Legia Warszawa        | 0 – 1 | 0 – 0   |
| Viktoria Plzeň     | (c) 1:1     | Qarabağ Ağdam         | 0 – 0 | 1 – 1   |
| Astra Giurgiu      | 1:4         | Copenhague            | 1 – 1 | 0 – 3   |
| BATE Borisov       | 1:3         | Dundalk               | 1 – 0 | 0 – 3   |
| Ludogorets Razgrad | (pr) 6:4    | Estel Roig de Belgrad | 2 – 2 | 4 – 2   |
| Partizani Tirana   | 0:3         | Red Bull Salzburg     | 0 – 1 | 0 – 2   |
| Ajax d'Amsterdam   | 3:2         | PAOK                  | 1 – 1 | 2 – 1   |
| Sparta Praga       | 1:3         | Steaua București      | 1 – 1 | 0 – 2   |
| Xkhtar Donetsk     | 2:2 (2:4 p) | Young Boys            | 2 – 0 | 0 – 2   |
| Rostov             | 4:2         | RSC Anderlecht        | 2 – 2 | 2 – 0   |
| Fenerbahçe SK      | 3:4         | Mónaco                | 2 – 1 | 1 – 3   |

## Ronda eliminatòria
| Equip local anada  | Resultat | Equip local tornada      | Anada | Tornada |
| ------------------ | -------- | ------------------------ | ----- | ------- |
| Ludogorets Razgrad | 4:2      | Viktoria Plzeň           | 2 – 0 | 2 – 2   |
| Celtic             | 5:4      | Hapoel Be'er Sheva       | 5 – 2 | 0 – 2   |
| Copenhague         | 2:1      | APOEL                    | 1 – 0 | 1 – 1   |
| Dundalk            | 1:3      | Legia Warszawa           | 0 – 2 | 1 – 1   |
| Dinamo de Zagreb   | (pr) 3:2 | Red Bull Salzburg        | 1 – 1 | 2 – 1   |
| Steaua București   | 0:6      | Manchester City          | 0 – 5 | 0 – 1   |
| Porto              | 4:1      | Roma                     | 1 – 1 | 3 – 0   |
| Ajax d'Amsterdam   | 2:5      | Rostov                   | 1 – 1 | 1 – 4   |
| Young Boys         | 2:9      | Borussia Mönchengladbach | 1 – 3 | 1 – 6   |
| Vila-real CF       | 1:3      | Mónaco                   | 1 – 2 | 0 – 1   |

## Fase de Grups

### Grup A
| Pos | Equip                      | PJ | PG | PE | PP | GF | GC | DG  | Pts | Classificació              |
| --- | -------------------------- | -- | -- | -- | -- | -- | -- | --- | --- | -------------------------- |
| 1   | Arsenal FC (A)             | 6  | 4  | 2  | 0  | 18 | 6  | +12 | 14  | Avança a Vuitens           |
| 2   | Paris Saint-Germain FC (A) | 6  | 3  | 3  | 0  | 13 | 7  | +6  | 12  | Avança a Vuitens           |
| 3   | Ludogorets Razgrad (Q)     | 6  | 0  | 3  | 3  | 6  | 15 | −9  | 3   | Transfereix a Lliga Europa |
| 4   | FC Basel (E)               | 6  | 0  | 2  | 4  | 3  | 12 | −9  | 2   |                            |

### Grup B
| Pos | Equip                 | PJ | PG | PE | PP | GF | GC | DG | Pts | Classificació              |
| --- | --------------------- | -- | -- | -- | -- | -- | -- | -- | --- | -------------------------- |
| 1   | SSC Napoli (A)        | 6  | 3  | 2  | 1  | 11 | 8  | +3 | 11  | Avança a vuitens           |
| 2   | SL Benfica (A)        | 6  | 2  | 2  | 2  | 10 | 10 | 0  | 8   | Avança a vuitens           |
| 3   | Beşiktaş JK (Q)       | 6  | 1  | 4  | 1  | 9  | 14 | −5 | 7   | Transfereix a Lliga Europa |
| 4   | FC Dinamo de Kíev (E) | 6  | 1  | 2  | 3  | 8  | 6  | +2 | 5   |                            |

### Grup C
| Pos | Equip                        | PJ | PG | PE | PP | GF | GC | DG  | Pts | Classificació              |
| --- | ---------------------------- | -- | -- | -- | -- | -- | -- | --- | --- | -------------------------- |
| 1   | FC Barcelona (A)             | 6  | 5  | 0  | 1  | 20 | 4  | +16 | 15  | Avança a Vuitens           |
| 2   | Manchester City FC (A)       | 6  | 2  | 3  | 1  | 12 | 10 | +2  | 9   | Avança a Vuitens           |
| 3   | Borussia Mönchengladbach (Q) | 6  | 1  | 2  | 3  | 5  | 12 | −7  | 5   | Transfereix a Lliga Europa |
| 4   | Celtic FC (E)                | 6  | 0  | 3  | 3  | 5  | 16 | −11 | 3   |                            |

### Grup D
| Pos | Equip                 | PJ | PG | PE | PP | GF | GC | DG | Pts | Classificació              |
| --- | --------------------- | -- | -- | -- | -- | -- | -- | -- | --- | -------------------------- |
| 1   | Atlètic de Madrid (A) | 6  | 5  | 0  | 1  | 7  | 2  | +5 | 15  | Avança a Vuitens           |
| 2   | Bayern de Múnic (A)   | 6  | 4  | 0  | 2  | 14 | 6  | +8 | 12  | Avança a Vuitens           |
| 3   | Rostov (Q)            | 6  | 1  | 2  | 3  | 6  | 12 | −6 | 5   | Transfereix a Lliga Europa |
| 4   | PSV Eindhoven (E)     | 6  | 0  | 2  | 4  | 4  | 11 | −7 | 2   |                            |

### Grup E
| Pos | Equip                    | PJ | PG | PE | PP | GF | GC | DG | Pts | Classificació              |
| --- | ------------------------ | -- | -- | -- | -- | -- | -- | -- | --- | -------------------------- |
| 1   | AS Monaco (A)            | 6  | 3  | 2  | 1  | 9  | 7  | +2 | 11  | Avança a Vuitens           |
| 2   | Bayer Leverkusen (A)     | 6  | 2  | 4  | 0  | 8  | 4  | +4 | 10  | Avança a Vuitens           |
| 3   | Tottenham Hotspur FC (Q) | 6  | 2  | 1  | 3  | 6  | 6  | 0  | 7   | Transfereix a Lliga Europa |
| 4   | CSKA Moscou (E)          | 6  | 0  | 3  | 3  | 5  | 11 | −6 | 3   |                            |

### Grup F
| Pos | Equip                 | PJ | PG | PE | PP | GF | GC | DG  | Pts | Classificació              |
| --- | --------------------- | -- | -- | -- | -- | -- | -- | --- | --- | -------------------------- |
| 1   | Borussia Dortmund (A) | 6  | 4  | 2  | 0  | 21 | 9  | +12 | 14  | Avança a Vuitens           |
| 2   | Reial Madrid CF (A)   | 6  | 3  | 3  | 0  | 16 | 10 | +6  | 12  | Avança a Vuitens           |
| 3   | Legia Varsòvia (Q)    | 6  | 1  | 1  | 4  | 9  | 24 | −15 | 4   | Transfereix a Lliga Europa |
| 4   | Sporting CP (E)       | 6  | 1  | 0  | 5  | 5  | 8  | −3  | 3   |                            |

### Grup G
| Pos | Equip                 | PJ | PG | PE | PP | GF | GC | DG  | Pts | Classificació              |
| --- | --------------------- | -- | -- | -- | -- | -- | -- | --- | --- | -------------------------- |
| 1   | Leicester City FC (A) | 6  | 4  | 1  | 1  | 7  | 6  | +1  | 13  | Avança a Vuitens           |
| 2   | FC Porto (A)          | 6  | 3  | 2  | 1  | 9  | 3  | +6  | 11  | Avança a Vuitens           |
| 3   | FC Copenhagen (Q)     | 6  | 2  | 3  | 1  | 7  | 2  | +5  | 9   | Transfereix a Lliga Europa |
| 4   | Club Brugge (E)       | 6  | 0  | 0  | 6  | 2  | 14 | −12 | 0   |                            |

### Grup H
| Pos | Equip                | PJ | PG | PE | PP | GF | GC | DG  | Pts | Classificació              |
| --- | -------------------- | -- | -- | -- | -- | -- | -- | --- | --- | -------------------------- |
| 1   | Juventus FC (A)      | 6  | 4  | 2  | 0  | 11 | 2  | +9  | 14  | Avança a Vuitens           |
| 2   | Sevilla FC (A)       | 6  | 3  | 2  | 1  | 7  | 3  | +4  | 11  | Avança a Vuitens           |
| 3   | Olympique de Lió (Q) | 6  | 2  | 2  | 2  | 5  | 3  | +2  | 8   | Transfereix a Lliga Europa |
| 4   | Dinamo de Zagreb (E) | 6  | 0  | 0  | 6  | 0  | 15 | −15 | 0   |                            |

## Fase final

### Vuitens de final
El sorteig dels vuitens es va dur a terme el 12 de desembre de 2016. Els partits d'anada es van jugar els dies 14, 15, 21, i 22 de febrer de 2017. Els partits de tornada es van jugar els dies 7, 8, 14, i 15 de març de 2017.
| Equip 1             | Global  | Equip 2           | Anada | Tornada |
| ------------------- | ------- | ----------------- | ----- | ------- |
| Manchester City     | 6-6 (c) | Monaco            | 5-3   | 1-3     |
| Reial Madrid        | 6 - 2   | SSC Napoli        | 3-1   | 3- 1    |
| Benfica             | 1-4     | Borussia Dortmund | 1-0   | 0-4     |
| Bayern de Múnic     | 10-2    | Arsenal FC        | 5-1   | 5-1     |
| Porto               | 0-3     | Juventus FC       | 0-2   | 0-1     |
| Bayer Leverkusen    | 2 -4    | Atlètic de Madrid | 2-4   | 0-0     |
| Paris Saint-Germain | 5-6     | FC Barcelona      | 4-0   | 1-6     |
| Sevilla             | 2-3     | Leicester City    | 2-1   | 0-2     |

#### Partits
| Manchester City                                        | 5–3     | Monaco                       |
| ------------------------------------------------------ | ------- | ---------------------------- |
| Sterling 26' · Agüero 58', 71' · Stones 77' · Sané 82' | Informe | 32', 61' Falcao · 40' Mbappé |

| Monaco                                 | 3–1     | Manchester City |
| -------------------------------------- | ------- | --------------- |
| Mbappé 8' · Fabinho 29' · Bakayoko 77' | Informe | 71' Sané        |

L'eliminatòria acaba 6 a 6, però Monaco es classifica pels gols en camp contrari.
| Reial Madrid                           | 3–1     | Nàpols     |
| -------------------------------------- | ------- | ---------- |
| Benzema 18' · Kroos 49' · Casemiro 54' | Informe | 8' Insigne |

| Nàpols      | 1–3     | Reial Madrid                                  |
| ----------- | ------- | --------------------------------------------- |
| Mertens 24' | Informe | 51' Ramos · 57' (p.p.) Mertens · 90+1' Morata |

Reial Madrid es classifica per 6–2 en total.
| Benfica       | 1–0     | Dortmund |
| ------------- | ------- | -------- |
| Mitroglus 48' | Informe |          |

| Borussia Dortmund                     | 4–0     | Benfica |
| ------------------------------------- | ------- | ------- |
| Aubameyang 4', 61', 85' · Pulisic 59' | Informe |         |

Borussia Dortmund es classifica per 4–1 en total.
| Bayern de Múnic                                             | 5–1     | Arsenal FC  |
| ----------------------------------------------------------- | ------- | ----------- |
| Robben 11' · Lewandowski 53' · Thiago 56', 63' · Müller 88' | Informe | 30' Sánchez |

| Arsenal FC  | 1–5     | Bayern                                                                 |
| ----------- | ------- | ---------------------------------------------------------------------- |
| Walcott 20' | Informe | 55' (p.) Lewandowski · 68' Robben · 78' Douglas Costa · 80', 85' Vidal |

Bayern de Múnic classifica per 10-2 en total.
| Porto | 0–2     | Juventus FC           |
| ----- | ------- | --------------------- |
|       | Informe | 72' Pjaca · 74' Alves |

| Juventus FC     | 1–0     | Porto |
| --------------- | ------- | ----- |
| Dybala 42' (p.) | Informe |       |

Juventus classifica per 3-0 en total.
| Bayer Leverkusen                 | 2–4     | Atlètic de Madrid                                        |
| -------------------------------- | ------- | -------------------------------------------------------- |
| Bellarabi 48' · Savić 67' (p.p.) | Informe | 17' Saúl · 25' Griezmann · 58' (p.) Gameiro · 86' Torres |

| Atlètic de Madrid | 0–0     | Bayer Leverkusen |
| ----------------- | ------- | ---------------- |
|                   | Informe |                  |

Atlético de Madrid classifica per 4-2 en total.
| Paris Saint-Germain                         | 4–0     | FC Barcelona |
| ------------------------------------------- | ------- | ------------ |
| Di María 8', 55' · Draxler 40' · Cavani 71' | Informe |              |

| FC Barcelona                                                                        | 6–1     | Paris Saint-Germain |
| ----------------------------------------------------------------------------------- | ------- | ------------------- |
| Suárez 3' · Kurzawa 40' (p.p.) · Messi 50' (p.) · Neymar 88', 90+1' · Roberto 90+5' | Informe | 62' Cavani          |

Barcelona classifica per 6-5 en total.
| Sevilla                  | 2–1     | Leicester City |
| ------------------------ | ------- | -------------- |
| Sarabia 25' · Correa 62' | Informe | 74' Vardy      |

| Leicester City              | 2–0     | Sevilla |
| --------------------------- | ------- | ------- |
| Morgan 27' · Albrighton 54' | Informe |         |

Leicester City es classifica per 3–2 en total.

### Quarts de final
El sorteig dels quarts es durà a terme el 17 de març de 2017. Els partits d'anada es jugaran l'11 i 12 d'abril de 2017. Els partits de tornada es jugaran el 18 i 19 d'abril de 2017.
| Equip 1           | Global | Equip 2        | Anada | Tornada    |
| ----------------- | ------ | -------------- | ----- | ---------- |
| Atlètic de Madrid | 2-1    | Leicester City | 1-0   | 1-1        |
| Borussia Dortmund | 3-6    | Monaco         | 2-3   | 1-3        |
| Bayern de Múnic   | 3-6    | Reial Madrid   | 1-2   | 2-4 (prò.) |
| Juventus FC       | 3-0    | FC Barcelona   | 3-0   | 0-0        |

#### Partits
| Atlètic de Madrid  | 1-0     | Leicester City |
| ------------------ | ------- | -------------- |
| Griezmann 28' (p.) | Informe |                |

| Leicester City | 1-1     | Atlètic de Madrid |
| -------------- | ------- | ----------------- |
| Vardy 61'      | Informe | 26' Saúl          |

Atlético de Madrid es classifica per 2–1 en total.
| Borussia Dortmund        | 2-3     | Monaco                              |
| ------------------------ | ------- | ----------------------------------- |
| Dembélé 57' · Kagawa 84' | Informe | 19', 79' Mbappé · 35' (p.p.) Bender |

| Monaco                               | 3-1     | Borussia Dortmund |
| ------------------------------------ | ------- | ----------------- |
| Mbappé 3' · Falcao 17' · Germain 81' | Informe | 48' Reus          |

Monaco es classifica per 6–3 en total.
| Bayern de Múnic | 1-2     | Reial Madrid     |
| --------------- | ------- | ---------------- |
| Vidal 25'       | Informe | 47', 77' Ronaldo |

| Reial Madrid                           | 4-2     | Bayern de Múnic                         |
| -------------------------------------- | ------- | --------------------------------------- |
| Ronaldo 76', 104', 109' · Asensio 112' | Informe | 51' (p.) Lewandowski · 77' (p.p.) Ramos |

Reial Madrid es classifica per 6–3 en total.
| Juventus FC                    | 3-0     | FC Barcelona |
| ------------------------------ | ------- | ------------ |
| Dybala 7', 22' · Chiellini 55' | Informe |              |

| FC Barcelona | 0-0     | Juventus FC |
| ------------ | ------- | ----------- |
|              | Informe |             |

Juventus es classifica per 3–0 en total.

### Semifinals
El sorteig dels semifinals es va dur a terme el 21 d'abril de 2017. Els partits d'anada es van jugar el 2 i 3 de maig de 2017. Els partits de tornada es van jugar el 9 i 10 de maig de 2017.
| Equip 1      | Global | Equip 2           | Anada | Tornada |
| ------------ | ------ | ----------------- | ----- | ------- |
| Reial Madrid | 4-2    | Atlètic de Madrid | 3-0   | 1-2     |
| Monaco       | 1-4    | Juventus FC       | 0-2   | 1-2     |

#### Partits
| Reial Madrid          | 3-0     | Atlètic de Madrid |
| --------------------- | ------- | ----------------- |
| Ronaldo 10', 73', 86' | Informe |                   |

| Atlètic de Madrid             | 2-1     | Reial Madrid |
| ----------------------------- | ------- | ------------ |
| Saúl 12' · Griezmann 16' (p.) | Informe | 42' Isco     |

Reial Madrid es classifica per 4–2 en total.
| Monaco | 0-2     | Juventus FC      |
| ------ | ------- | ---------------- |
|        | Informe | 29', 54' Higuaín |

| Juventus FC                    | 2-1     | Monaco     |
| ------------------------------ | ------- | ---------- |
| Mandžukić 33' · Dani Alves 44' | Informe | 69' Mbappé |

Juventus es classifica per 4-1 en total.

### Final
El final es va disputar el 3 de juny de 2017 al Millennium Stadium de Cardiff, Gal·les.

#### Final
| Juventus FC   | 1-4     | Reial Madrid                                  |
| ------------- | ------- | --------------------------------------------- |
| Mandžukić 27' | Informe | 20', 64' Ronaldo · 61' Casemiro · 90' Asensio |

## Estadístiques
A 4 de juny de 2017

### Golejadors
| Rank | Jugador                   | Equip                  | Gols | Minuts jugats |
| ---- | ------------------------- | ---------------------- | ---- | ------------- |
| 1    | Cristiano Ronaldo         | Reial Madrid           | 12   | 1200          |
| 2    | Lionel Messi              | FC Barcelona           | 11   | 810           |
| 3    | Edinson Cavani            | Paris Saint-Germain FC | 8    | 720           |
| 3    | Robert Lewandowski        | Bayern de Múnic        | 8    | 794           |
| 5    | Pierre-Emerick Aubameyang | Borussia Dortmund      | 7    | 708           |

### Assistències
| Rank | Jugador           | Equip             | Assistències | Minuts jugats |
| ---- | ----------------- | ----------------- | ------------ | ------------- |
| 1    | Neymar Jr.        | FC Barcelona      | 8            | 797           |
| 2    | Cristiano Ronaldo | Reial Madrid      | 6            | 1200          |
| 3    | Ousmane Dembélé   | Borussia Dortmund | 5            | 769           |
| 3    | Dani Carvajal     | Reial Madrid      | 5            | 975           |
| 5    | Eduardo Salvio    | Benfica           | 4            | 628           |
| 5    | Raheem Sterling   | Manchester City   | 4            | 577           |
| 5    | Thomas Lemar      | Mònaco            | 4            | 895           |
| 5    | Benjamin Mendy    | Mònaco            | 4            | 525           |

### Targetes
| Rank | Jugador           | Equip                  | Targetes | Minuts jugats |
| ---- | ----------------- | ---------------------- | -------- | ------------- |
| 1    | Marco Verratti    | Paris Saint-Germain FC | 51       | 599           |
| 2    | Arturo Vidal      | Bayern de Múnic        | 41       | 714           |
| 2    | Fernandinho       | Manchester City        | 41       | 545           |
| 2    | Vincent Aboubakar | Beşiktaş               | 41       | 492           |
| 2    | Juan Cuadrado     | Juventus FC            | 41       | 586           |